# YOLO
YOLO是英文You Only Live Once（你只活一次）的首字母縮略字。如同carpe diem（活在當下）和memento mori（勿忘你終有一死）兩句拉丁文俗語一樣，YOLO鼓勵人們即使冒著生命危險也要享受人生，而這一句話也常常用在青少年的對話和音樂當中。加拿大饒舌歌手德雷克的〈The Motto〉使此句普及於網路中。

## 背景
「你只活一次」這一句話公認為是由梅·蕙絲最先使用，但這句話的其他版本早已使用超過數百年，包括约翰·沃尔夫冈·冯·歌德在他1774年的戲劇柯拉維果使用「一個人在這世上只活一次」，和1855年小约翰·施特劳斯將一首圓舞曲命名為Man lebt nur einmal!（你只活一次）。
佛罗里达州劳德代尔堡的一家餐廳持有「YOLO」這個詞在霜凍優格上使用的商標權，並從2010年開始生效。

## 在音樂中的使用
「YOLO」這個詞因饒舌歌手德雷克而廣受普及，因德雷克當時計畫與里克·罗斯合出一張名叫「YOLO」的混音帶。為了推廣這支混音帶的發行，「YOLO」這個詞曾在德雷克的其他歌中使用，也使這個詞成為大眾口語的一部分。
嘻哈音樂雜誌「Da South」曾報導饒舌歌手Lecrae在他的歌〈No Regrets〉中解構了這個詞。
喜劇樂團寂寞孤島樂團在2013年推出了一首叫〈YOLO〉的歌，主要在諷刺這個詞和常常以這個詞當作藉口的人（歌詞寫成因為「你只活一次」，死了就沒了，因此很多事都不該做才能保命繼續活著）。而歌手亞當·列維和饒舌歌手肯德里克·拉马尔也在此歌中客串。而該歌也在《告示牌》百大單曲榜中最高排名到第60名。
〈You Only Live Once〉是美國搖滾樂團鼓擊樂團（The Strokes）的歌曲。這是他們的第三張錄音室專輯《First Impressions of Earth》的開場曲。這首歌由朱利安·费尔南多·卡萨布兰卡斯創作，大衛·卡恩和戈登·拉斐爾製作。它是2006年由RCA唱片和Rough Trade Records發行的專輯中的第三首也是最後一首單曲。他們在多個節目中表演了這首歌，包括杰·雷诺今夜秀和柯南·奥布莱恩深夜秀。

## 青少年文化
「YOLO」這個詞在青年文化中以受到廣大普及。例如：在伊利诺伊州芝加哥的一個高中惡作劇中，其中一位學生在惡作劇完成後高喊「YOLO」。而有些人則是在牆上用噴漆來畫「YOLO」。也成為Twitter熱門的井字標記之一。部份年輕人聲稱「YOLO」是他們的座右銘，而演員柴克·艾弗隆身上也有「YOLO」的刺青。而「YOLO」這個詞也被印在帽子和T恤衫等時裝產品上，供年輕人穿戴。

## 評論
《华盛顿邮报》和《赫芬顿邮报》等網路媒體將「YOLO」形容為「你最討厭的新縮寫詞」（newest acronym you'll love to hate）和蠢（dumb）。
2012年死于车祸的21岁美國饒舌歌手艾文·麥金尼斯（Ervin McKinness）在逝世當日最後一個Twitter留言是“Drunk af going 120 drifting corners #FuckIt YOLO”，意思為“醉成屌樣開到120（英里）在彎道漂移 #去他的 你只活一次”。